# Wallfahrtskirche der hl. Katharina (St. Michael ob Bleiburg)

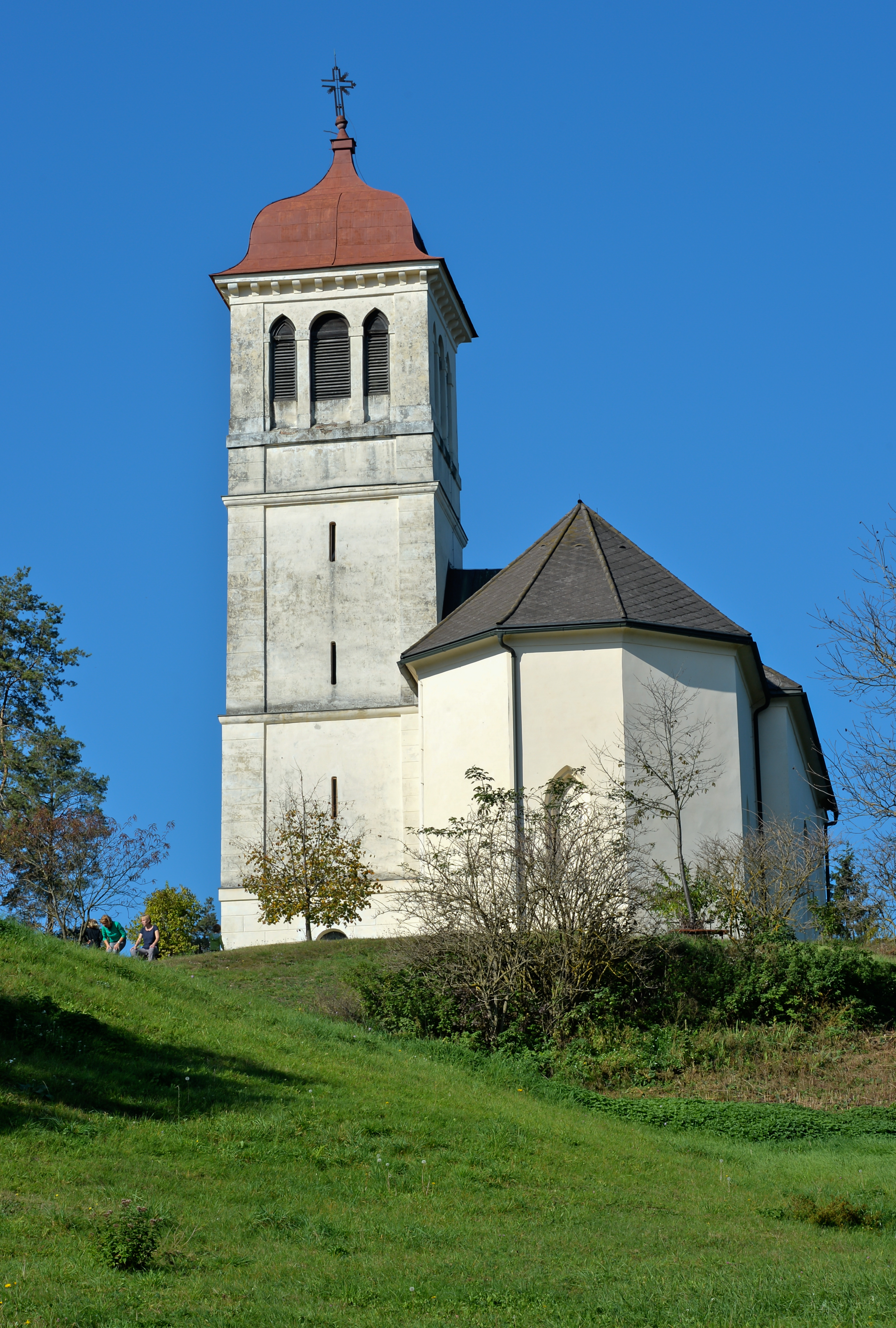
Wallfahrtskirche der hl. Katharina

Die Wallfahrtskirche der hl. Katharina (slowenisch Romarska cerkev sv. Katarine) befindet sich in der Gemeinde Feistritz ob Bleiburg nördlich von St. Michael/Šmihel auf dem 578 Meter hohen Katharinakogel im Jauntal, Kärnten. Das Gebäude steht unter Denkmalschutz (Listeneintrag).

## Geschichte
Die erste urkundliche Erwähnung der Kirche als „St. Katharina am Kogel“ stammt aus dem Jahr 1404. Im Jahr 1654 hat der durch seine vielen Kirchenstiftungen berühmte Jakob Rohrmeister, Stadtpfarrer zu St. Ägid in Klagenfurt, auch diese St. Katharinakirche mit einer Messenstiftung im Betrage von 1007 Fl ausgestattet, mit der Bestimmung, dass dort jeden Mittwoch eine hl. Messe gelesen werde. Im Jahr 1796 wurde das ursprüngliche Bauwerk durch einen Blitzschlag zerstört und fiel dem Brand vollständig zum Opfer. Die Erneuerung erfolgte erst nach einem halben Jahrhundert und dauerte volle sieben Jahre. Im Jahre 1858 wurde die Kirche vom Lavantaler Bischof Anton Martin Slomšek mit dem Patrozinium der Katharina von Alexandrien  neu geweiht.

## Architektur und Ausstattung
Seit der Renovierung präsentiert sich die Kirche in einem gemischten gotischen und barocken Stil mit gotisierenden und klassizistischen Elementen. Sie verfügt über einen viergeschoßigen Südturm mit Haubendach. Bemerkenswerte Elemente der Innenausstattung sind ein neobarocker Hauptaltar mit Statuen der hl. Katharina, Barbara und Apollonia, sowie der Jungfrau Maria darüber. Eine steinerne Statue der hl. Katharina aus dem dritten Viertel des 14. Jahrhunderts gilt als größte Kostbarkeit der Kirche. Weitere bemerkenswerte Elemente sind ein neobarocker Rosalien-Altar mit slowenischen Inschriften, der 1860 aufgestellt wurde, sowie ein Kreuzaltar mit Kruzifix und Darstellungen der Maria und des Johannes. Auf dem dritten Seitenaltar befindet sich in der Mitte eine Marienstatue, flankiert vom hl. Dominikus und der hl. Maria Magdalena Pacis mit dem Herzen in der Hand. Vor dem Hauptaltar hängt eine große gotische Ewiglichtlampe.